# Copa Catalunya de futbol masculina 2018-2019
La Copa Catalunya 2018-2019 és la 30a edició de la Copa Catalunya de futbol, celebrada durant la temporada 2018-19. La Copa Catalunya és una competició de futbol a eliminatòries úniques organitzada per la Federació Catalana.
Participaren els campions de Grup de la Primera Catalana i els equips de Tercera Divisió, Segona Divisió B i Segona Divisió estatals. La competició començà el dia 28 de juliol de 2018 i acabà l'1 de maig de 2019 amb la final, a l'Estadi Olímpic Municipal de la Feixa Llarga de l'Hospitalet entre el FC Vilafranca i la Unió Esportiva Sant Andreu, amb el resultat de 2 gols a 0 a favor de la UE Sant Andreu.

## Participants
Hi participen tres equips de la Primera Catalana (els dos campions de grup, FE Grama i CP San Cristóbal, i la UE Sants), divuits equips de la Tercera Divisió estatal (FC Ascó, Castelldefels, Cerdanyola, RCD Espanyol B, CE Europa, UE Figueres, CF Gavà, EC Granollers, Horta, L'Hospitalet, Palamós CF, Prat, UE Sant Andreu, Santboià, Santfeliuenc, Terrassa FC, FC Vilafranca i Vilassar de Mar), i els catalans de la Segona Divisió B (que són set: CF Badalona, UE Cornellà, UE Llagostera, Lleida Esportiu, UE Olot, Peralada i CE Sabadell) i la Segona Divisió estatals (FC Barcelona B, Nàstic i Reus Deportiu).
Les eliminatòries es disputaran, sempre que sigui possible, al camp de l'equip d'inferior categoria. Si coincideixen equips de la mateixa categoria, al camp de l'equip que no hagi actual abans com a local. Si això no decideix l'ordre, el camp es tria per sorteig.

## Primera eliminatòria
Partits jugats el 28 i 29 de juliol de 2018.
| 28 juliol 2018 | Prat        | 1–1             | FC Ascó   | El Prat de Llobregat            |  |
| 19:30          | Ricarte 29' | FCF.cat         | 89' Artur | Sagnier · Rubén Mancera Antón · |  |
|                |             | Tanda de penals |           |                                 |  |
|                |             | 2–4             |           |                                 |  |

| 28 juliol 2018 | UE Sants    | 1–0    | Castelldefels | Barcelona   |  |
| 19:30          | Navarro 51' | Betevé |               | L'Energia · |  |

| 28 juliol 2018 | Palamós CF | 0–1     | CF Badalona | Palamós                                      |  |
| 20:00          |            | FCF.cat | 26' Díaz    | Palamós Costa Brava · Germán Carrasco Baca · |  |

| 28 juliol 2018 | Santfeliuenc | 0–1            | UE Cornellà  | Sant Feliu de Llobregat                           |  |
| 20:00          |              | Fet Sant Feliu | 90+1' Goldar | Les Grases · 557 espectadors · Josep Ollé Lladó · |  |

| 28 juliol 2018 | FE Grama      | 1–0       | CE Sabadell | Santa Coloma de Gramenet         |  |
| 20:00          | Cristóbal 90' | iSabadell |             | Nou Municipal · Víctor Sánchez · |  |

| 28 juliol 2018 | UE Figueres | 0–2    | Horta               | Figueres                                         |  |
| 20:00          |             | Betevé | 25' Río · 63' Tacón | Vilatenim · 557 espectadors · Josep Ollé Lladó · |  |

| 28 juliol 2018 | CF Gavà    | 1–4     | Lleida Esportiu                            | Gavà                                |  |
| 19:00          | Quiles 20' | FCF.cat | 41' Carbonell · 64', 68', 80' Pedro Martín | La Bòbila · Néstor Herráez Prieto · |  |

| 28 juliol 2018 | Santboià    | 1–3     | FC Vilafranca                    | Sant Boi de Llobregat                           |  |
| 19:30          | Bellido 56' | FCF.cat | 3' Gestí · 14' Ricky · 33' Oribe | Joan Baptista Milà · Carlos Rodríguez Enrique · |  |

| 28 juliol 2018 | CE L'Hospitalet           | 2–1    | CE Europa | L'Hospitalet de Llobregat |  |
| 19:30          | Tobella 29' · Salinas 65' | Betevé | 77' Serra | La Feixa Llarga ·         |  |

| 28 juliol 2018 | San Cristóbal | 0–2     | Terrassa FC             | Terrassa                                |  |
| 19:30          |               | FCF.cat | 26' Savall · 32' Toledo | Ca n'Anglada · Óscar Carballo Vázquez · |  |

| 28 juliol 2018 | RCD Espanyol B                      | 3–1     | UE Olot     | Barcelona                                              |  |
| 19:00          | Campuzano 24' · Ángel 39' · Pau 82' | FCF.cat | 32' Xumetra | Ciutat Esportiva Dani Jarque · Jaume Gibert González · |  |

| 28 juliol 2018 | Cerdanyola     | 1–1             | Peralada  | Cerdanyola del Vallès                        |  |
| 19:30          | Dani Martí 55' | FCF.cat         | 9' Pachón | La Boblià i Pinetons · Héctor Robas Bondia · |  |
|                |                | Tanda de penals |           |                                              |  |
|                |                | 4–5             |           |                                              |  |

| 28 juliol 2018 | EC Granollers | 1–0             | UE Llagostera | Granollers      |  |
| 19:30          | Kilian 80'    | Diari de Girona |               | Carrer Girona · |  |

| 28 juliol 2018 | UE Sant Andreu                          | 2–0    | Vilassar de Mar | Barcelona     |  |
| 20:30          | Víctor Alonso 33' · Carlos Martínez 55' | Betevé |                 | Narcís Sala · |  |

## Segona eliminatòria
Partits jugats entre el 4 i el 12 d'agost de 2018.
| 4 agost 2018 | Terrassa FC                     | 2–1               | UE Cornellà | Terrassa                                             |  |
| 20:00        | Goldar 22' (p.p.) · Carreón 32' | Diari de Terrassa | 89' Pere    | Olímpic · 420 espectadors · Gonzalo Romero Freixas · |  |

| 4 agost 2018 | FE Grama | 0–1    | Horta     | Santa Coloma de Gramenet |  |
| 20:00        |          | Betevé | 61' Nolla | Nou Municipal ·          |  |

| 4 agost 2018 | FC Ascó  | 1–2             | Lleida Esportiu        | Ascó                            |  |
| 19:30        | Peke 50' | Lleida Esportiu | 36' Juanto · 86' Oriol | Municipal · Moreno Villaécija · |  |

| 5 agost 2018 | FC Vilafranca     | 1–0            | CE L'Hospitalet | Vilafranca del Penedès |  |
| 19:30        | Vergés 70' (p.p.) | RTV Vilafranca |                 | Municipal ·            |  |

| 8 agost 2018 | UE Sant Andreu                                | 3–1           | Cerdanyola | Barcelona                                  |  |
| 20:00        | Dani Martí 25' (p.p.) · Kuku 53' · Villar 59' | Cerdanyola FC | 20' Uri    | Narcís Sala · Víctor Manuel Sánchez Rico · |  |

| 8 agost 2018 | UE Sants | 0–1    | RCD Espanyol B | Barcelona    |  |
| 20:00        |          | Betevé | 84' Brugué     | La Magòria · |  |

| 12 agost 2018 | EC Granollers | 1–0        | CF Badalona | Granollers                      |  |
| 19:30         | Kilian 83'    | L'Esportiu |             | Carrer Girona · Muñoz Baquero · |  |

## Tercera eliminatòria
Partits jugats l'11 d'agost de 2018.
- No la juga: EC Granollers

| 11 agost 2018 | Horta     | 1–1             | UE Sant Andreu      | Barcelona        |  |
| 20:00 CEST    | Tacón 66' | Betevé          | 43' Jutglà · Llamas | Feliu i Codina · |  |
|               |           | Tanda de penals |                     |                  |  |
|               |           | 4–5             |                     |                  |  |

| 11 agost 2018 | Terrassa FC | 0–1    | RCD Espanyol B        | Terrassa  |  |
| 20:00 CEST    |             | Betevé | 83' Alberto Fernández | Olímpic · |  |

| 11 agost 2018 | FC Vilafranca | 0–0             | Lleida Esportiu | Vilafranca del Penedès |  |
| 20:00 CEST    |               | FC Vilafranca   |                 | Municipal ·            |  |
|               |               | Tanda de penals |                 |                        |  |
|               |               | 9–8             |                 |                        |  |

## Quarts de final
Partits jugats el 7 de novembre de 2018.
- No la juga: Nàstic[1]

| 7 novembre 2018 | RCD Espanyol B | 1–0     | Reus Deportiu | Sant Adrià del Besòs                                    |  |
| 19:00h          | Max 72'        | Informe |               | Ciutat Esportiva Dani Jarque · Gerard Castellet Julià · |  |

| 7 novembre 2018                 | EC Granollers                   | 1–1             | FC Vilafranca                       | Granollers                                     |                                     |
| 19:30h                          | Pau Darbra 18'                  | Informe         | Rosillo 45'                         | Municipal de Granollers · Enric Bureu Méndez · |                                     |
|                                 |                                 | Tanda de penals |                                     |                                                |                                     |
| Riki · Xavi Civil · Marc Garcia | Riki · Xavi Civil · Marc Garcia | 1–4             | Oribe · Sierra · Rosillo · Pelegrín | Oribe · Sierra · Rosillo · Pelegrín            | Oribe · Sierra · Rosillo · Pelegrín |

| 7 novembre 2018 | UE Sant Andreu     | 1–0     | Barça B | Barcelona                              |  |
| 20:00h          | Juanma Miranda 24' | Informe |         | Narcís Sala · Carlos Albelda Bárcena · |  |

## Semifinals
Partits jugats el 21 de novembre de 2018.
| 21 novembre 2018                                | RCD Espanyol B                                  | 2-2             | UE Sant Andreu                                          | Sant Adrià de Besòs                                     |                                                         |
| 18:00h                                          | 32' Alberto · 72' Max                           | Betevé          | 18' Jaume · 61' Kuku                                    | Ciutat Esportiva Dani Jarque · Óscar Carballo Vázquez · |                                                         |
|                                                 |                                                 | Tanda de penals |                                                         |                                                         |                                                         |
| Álex Salto · Bojan · Nil · Max · Nacho · Victor | Álex Salto · Bojan · Nil · Max · Nacho · Victor | 4-5             | Juanma · Ferran · Ton Alcover · Elhadji · Josu · Juanan | Juanma · Ferran · Ton Alcover · Elhadji · Josu · Juanan | Juanma · Ferran · Ton Alcover · Elhadji · Josu · Juanan |

| 21 novembre 2018                       | FC Vilafranca                          | 0-0             | Nàstic                        | Vilafranca del Penedès                           |                               |
| 19:45h                                 |                                        | L'Esportiu      |                               | Camp Municipal d'Esports · Héctor Robas Bondia · |                               |
|                                        |                                        | Tanda de penals |                               |                                                  |                               |
| Oribe · Óscar Sierra · Ignacio Rosillo | Oribe · Óscar Sierra · Ignacio Rosillo | 3-0             | Omar · Dumitru · Tete Morente | Omar · Dumitru · Tete Morente                    | Omar · Dumitru · Tete Morente |

## Final
La final de la Copa de Catalunya es disputà l'1 de maig a l'Hospitalet, entre el UE Sant Andreu i el FC Vilafranca.
| UE Sant Andreu               | 2-0     | FC Vilafranca |
| ---------------------------- | ------- | ------------- |
| Ferran 14' · David López 81' | Informe |               |